# Dalköpinge
Dalköpinge är kyrkby i Dalköpinge socken i Skåne belägen på Söderslätt vid riksväg 9 nordost om Trelleborg.
En bit söder om kyrkbyn vid kusten ligger Dalköpingeområdet som är en del av stadsdelen Kapellvången.
Dalköpinge kyrka ligger här.